# Shivomyces jasmini
Shivomyces jasmini är en svampart som beskrevs av Hosag. 2004. Shivomyces jasmini ingår i släktet Shivomyces och familjen Asterinaceae.   Inga underarter finns listade i Catalogue of Life.